# Arnoglossus imperialis
Arnoglossus imperialis е вид лъчеперка от семейство Bothidae. Видът не е застрашен от изчезване.

## Разпространение и местообитание
Разпространен е в Албания, Алжир, Ангола, Бенин, Великобритания, Габон, Гамбия, Гана, Гвинея, Гвинея-Бисау, Гибралтар, Гърция, Демократична република Конго, Египет, Екваториална Гвинея, Западна Сахара, Израел, Ирландия, Испания, Италия, Камерун, Кот д'Ивоар, Либерия, Либия, Мавритания, Малта, Мароко, Монако, Намибия, Нигерия, Португалия, Сенегал, Сиера Леоне, Сирия, Того, Тунис, Турция и Франция.
Среща се на дълбочина от 9 до 350 m, при температура на водата от 8,1 до 20,8 °C и соленост 34,1 – 36,8 ‰.

## Описание
На дължина достигат до 25 cm.
Продължителността им на живот е около 8 години.